# نصير علي
نصير علي (من مواليد 1 يناير 1982) هو لاعب باكستاني محترف عالمي. كان عضوًا في فريق كابادي الوطني الباكستاني الذي فاز بميداليات برونزية في عام 2010 في قوانغتشو وفي عام 2014 في إنتشون.